# Profetes majors
El terme profetes majors és emprat en oposició a profetes menors per designar certs llibres profètics de la Bíblia, concretament de l'Antic Testament. Són anomenats així no perquè tinguin més autoritat que els profetes menors, sinó simplement a causa de l'extensió i la llargària del llibre.
L'expressió "profetes majors" és particularment afavorida pel cànon cristià. El cànon hebreu, per la seva part, estableix a través de la Bíblia hebrea una diferència entre els llibres anomenats Neviïm (Profetes) i Ketuvim (Escrits); considera que el Llibre de Baruc és apòcrif, per la qual cosa no l'inclou.

## Texts bíblics
Els llibres inclosos en els profetes majors són:
- Llibre d'Isaïes
- Llibre de Jeremies
- Llibre de les Lamentacions
- Llibre d'Ezequiel
- Llibre de Daniel